# Callionymus tenuis
Callionymus tenuis är en fiskart som beskrevs av Fricke, 1981. Callionymus tenuis ingår i släktet Callionymus och familjen sjökocksfiskar. Inga underarter finns listade.